# Rain Tree
Rain Tree（レインツリー）は、日本の女性アイドルグループである。秋元康のプロデュースにより、2024年10月8日に結成された。

## 概要
秋元康プロデュースの新グループ結成を目的として、2023年4月より約半年間行われたアイドルプロジェクト「IDOL3.0 PROJECT」では、オーディション合格者らによりWHITE SCORPIONが結成された。同オーディションで最終審査まで残るも合格を逃した17人の候補生がFINALISTの名義でグループを結成し、下積み期間を経て2024年10月8日に正式に新グループとして結成されたのがRain Treeである。
グループ名の由来はレインツリーで、レインツリーが持つ降雨に合わせて葉を閉じる性質や、自身と周囲の生命に力を与える様子から、「苦難に耐え抜く強さで、自らにも周りにも大きな力を与える。そんな力強く優しい存在になれるように」という思いを込めている。

## 年譜
2025年1月29日、キングレコードよりメジャーデビュー。

## メンバー
| 名前        | よみ            | 名前（オーディション時） | 生年月日               | 出身地                   | メンバーカラー | 備考                                                         |
| ----------- | --------------- | ------------------------ | ---------------------- | ------------------------ | -------------- | ------------------------------------------------------------ |
| 朝宮 日向   | あさみや ひなた | チャイ                   | 2001年12月25日（23歳） | 千葉県                   |                |                                                              |
| 綾瀬 ことり | あやせ ことり   | コトリ                   | 2006年6月12日（19歳）  | 愛知県                   |                | 「綾瀬ことり」名義で活動していたことのあるひなちゆんとは別人 |
| 市原 紬希   | いちはら つむぎ | イチ                     | 2004年11月17日（20歳） | 千葉県                   |                |                                                              |
| 遠藤 莉乃   | えんどう りの   | イチゴ                   | 2006年12月1日（18歳）  | 埼玉県                   |                |                                                              |
| 片瀬 真花   | かたせ まなか   | マカロン                 | 2006年2月2日（19歳）   | 東京都                   |                |                                                              |
| 加藤 柊     | かとう しゅう   | キナコ                   | 2005年7月13日（20歳）  | 北海道                   |                |                                                              |
| 黒澤 禾恋   | くろさわ かれん | ミラン                   | 2008年3月12日（17歳）  | 神奈川県                 |                |                                                              |
| 佐藤 莉華   | さとう りか     | サナ                     | 2002年7月9日（23歳）   | 茨城県                   |                |                                                              |
| 鈴野 みお   | すずの みお     | リンリン                 | 2009年1月21日（16歳）  | 熊本県                   |                | 最年少                                                       |
| 永瀬 真梨   | ながせ まり     | タマ                     | 2005年4月27日（20歳）  | 千葉県                   |                |                                                              |
| 仲俣 美希   | なかまた みき   | マリオ                   | 2000年12月22日（24歳） | 東京都                   |                |                                                              |
| 新野 楓果   | にいの ふうか   | ニイ                     | 2000年10月8日（24歳）  | 茨城県                   |                | キャプテン                                                   |
| 橋本 真希   | はしもと まき   | マキ                     | 1998年4月30日（27歳）  | 埼玉県                   |                |                                                              |
| 葉山 莉瑚   | はやま りこ     | リー                     | 2005年3月17日（20歳）  | 神奈川県                 |                |                                                              |
| 水野 乃愛   | みずの のあ     | ペロ                     | 2005年8月8日（20歳）   | 広島県                   |                |                                                              |
| 百瀬 紗菜   | ももせ すずな   | ロゼ                     | 2002年8月15日（22歳）  | 奈良県                   |                |                                                              |
| 吉川 海未   | よしかわ うみ   | カワチャン               | 2001年2月22日（24歳）  | 福岡県生まれ神奈川県育ち |                |                                                              |

## ディスコグラフィー

### シングル

#### 配信限定シングル
|      | 配信日        | タイトル     | 規格                   | 備考                |
| ---- | ------------- | ------------ | ---------------------- | ------------------- |
| 1st  | 2025年1月29日 | ＩＬＵ       | デジタル・ダウンロード | c/w 僕のオーロラ    |
| 2nd  | 2025年5月28日 | つまり       | デジタル・ダウンロード | c/w 3秒ルール       |
| 2nd* | 2025年6月28日 | 恋愛変格活用 | デジタル・ダウンロード | 2ndエキストラソング |

## 出演

### 配信
- レギュラー番組 れいんつるーむ（21:00、SHOWROOM）

### ラジオ
- Rain Treeのラジオ予備校（毎週日曜日25:30-25:40、ニッポン放送）